# 保育者
保育者（ほいくしゃ）とは、乳幼児を保育する人のこと。

## 概要
一般には職業として、乳幼児、児童の保育に直接かかわっているもの、保育士、幼稚園教諭の総称として理解されていることが多いが、広い意味では、親はもちろんのこと、看護師、保健師のように乳幼児の健康、福祉にかかわる人、また保育所、幼稚園、および児童福祉施設で子どもたちに関係する栄養士、事務職などのスタッフすべてを含めてこのように呼ばれている。このような呼称がつかわれるのは、特に保育士、幼稚園教諭が、乳幼児にかかわる役割、機能で共通している部分が大きいことから、今日の様々な保育ニーズに対応するために、この両者以外にも民間の保育サービス、たとえばチャイルドルームや教育ベビーシッターなどさまざまな現場、職種までも考慮に入れて、その連携を意識してのことである。